# 刘保 (公主)
修武长公主（?—?），东汉第四任皇帝和帝刘肇的女儿，名刘保。她是刘肇的长女，延平元年（106年），她的弟弟汉殇帝出世仅100天便即皇帝位，而她也被封为修武长公主，史书没有记载她的丈夫。